# 30e division d'infanterie (États-Unis)
Pour les articles homonymes, voir 30e division d'infanterie.
La 30e division d'infanterie ('30th Infantry Division) est une division de l'US Army (plus précisément de l'Army National Guard) active lors des deux guerres mondiales. Elle est surnommée la Old Hickory Division, en l'honneur du président Andrew Jackson. Les Allemands la surnomment Roosevelt's SS lors de la Seconde Guerre mondiale. Selon S.L.A. Marshall, historien de l'US Army, c'est la division d'infanterie la plus engagée sur le front européen avec 282 jours de combat cumulés entre juin 1944 et avril 1945.

## Commandement
- décembre 1940- mars 1942 : Maj. Gen. Henry Russel
- mai 1942 - août 1942 : Lt. Gen. William Simpson
- septembre 1942 - 1945 : Maj. Gen. Leland Hobbs

## Première Guerre mondiale

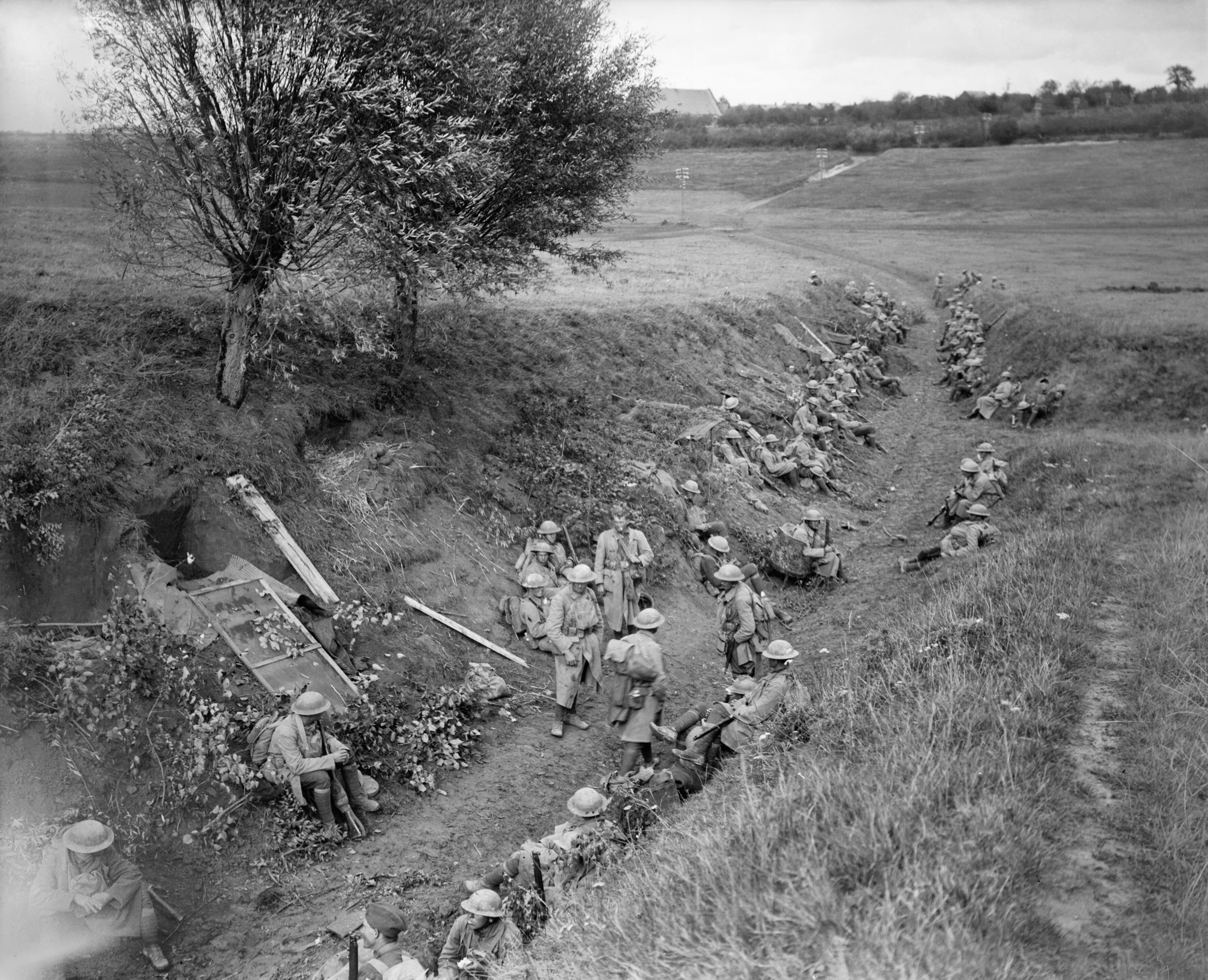
La 30e lors de la Bataille de Cambrai (1918).

La division a été affectée au Corps expéditionnaire britannique et en reçut l'équipement, elle fut engagée lors de la Bataille de la Somme (1918) et Bataille de Belgique (1918).

## Seconde Guerre mondiale
- Activation : 16 septembre 1940
- Départ pour l'Europe : 11 février 1944
- Jours de combat : 282
- Désactivation : 25 novembre 1945

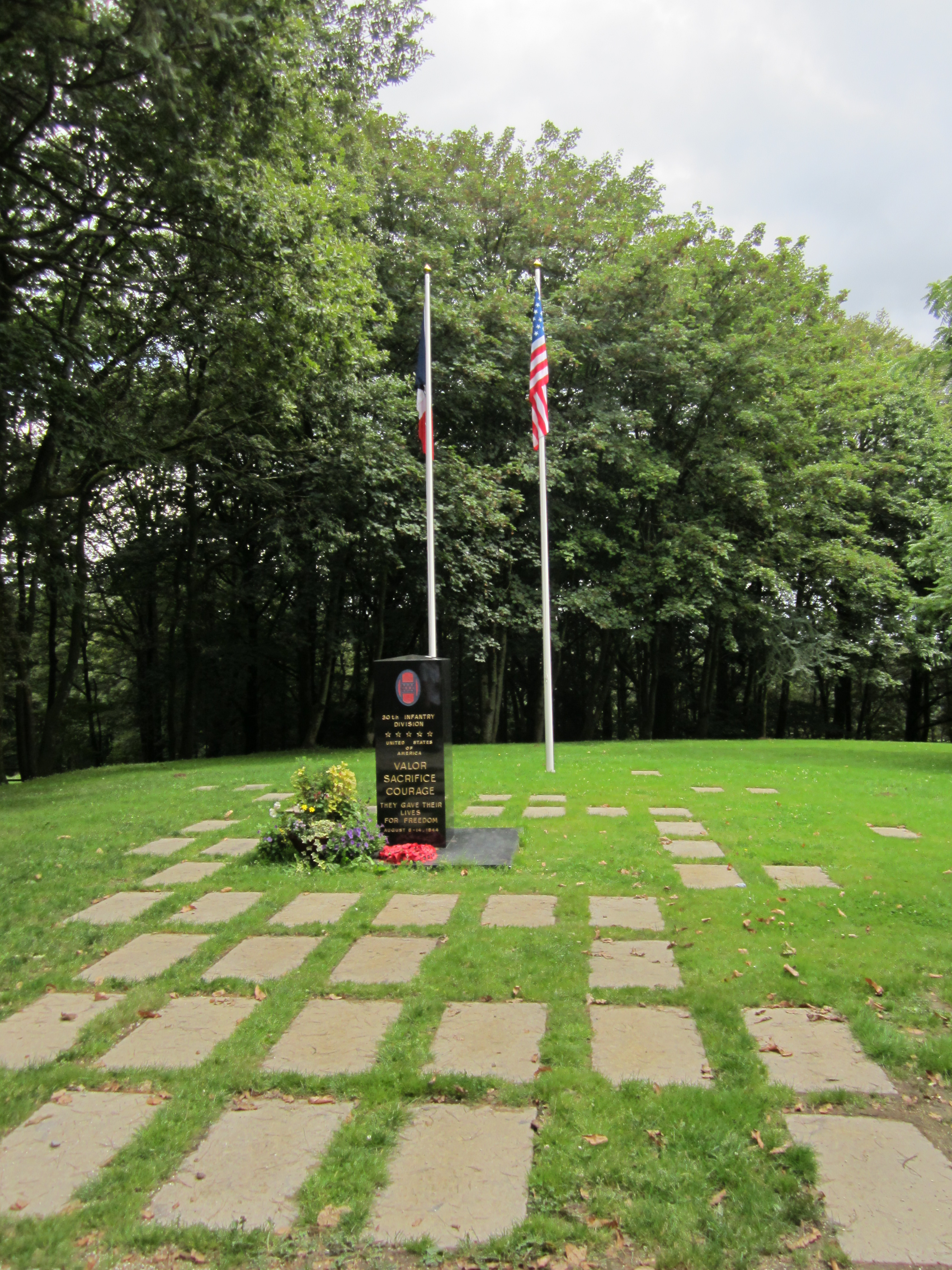
Monument en hommage à l'action de la face à la contre-attaque allemande de Mortain.

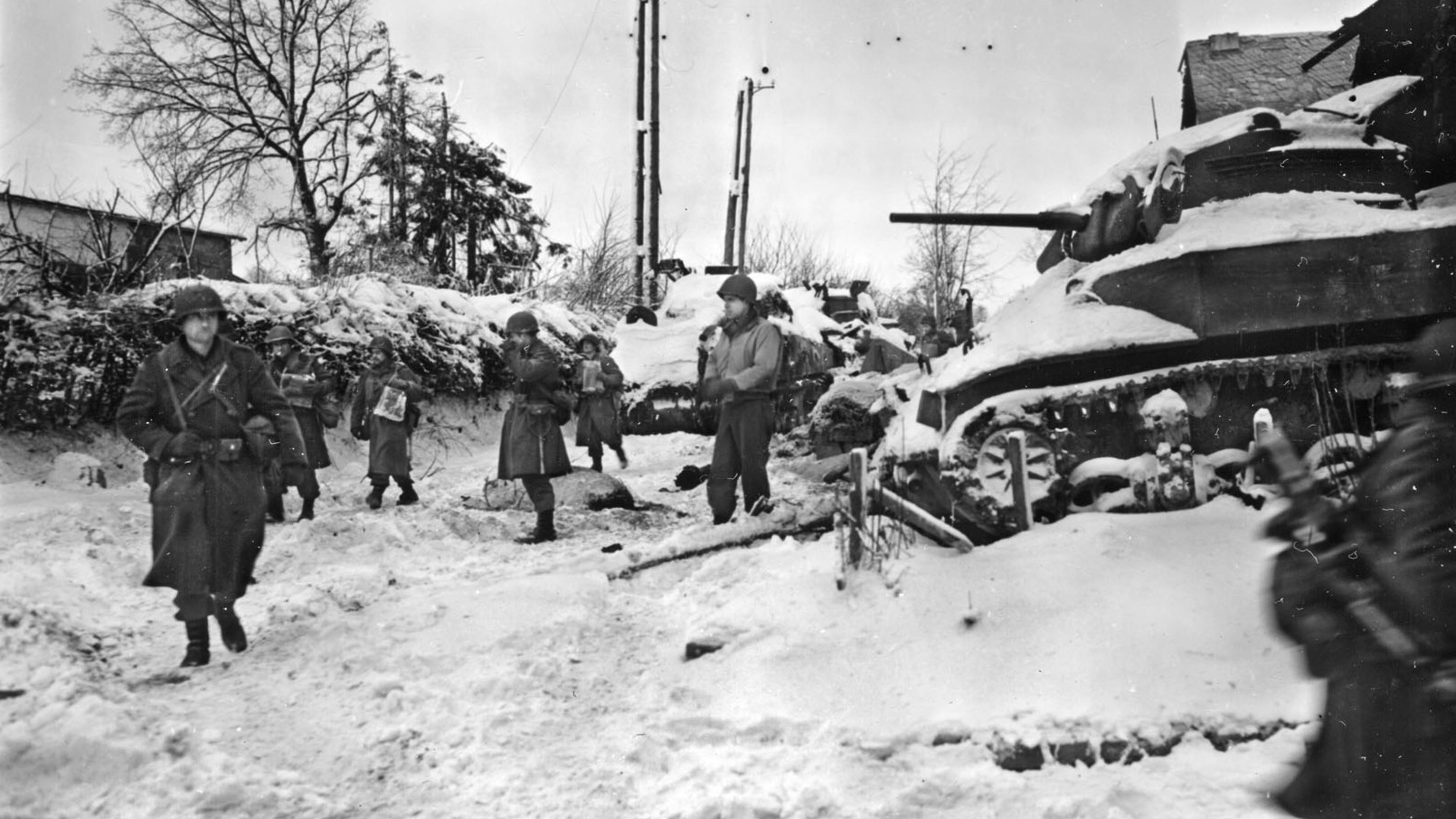
Soldats du de la lors de leur progression vers Saint-Vith, à la fin de la bataille des Ardennes.

L'unité arrive en Angleterre le 22 février 1944 et débarque sur Omaha Beach le 11 juin, traversant la Vire le 7 juillet. Elle participe ensuite à l'opération Cobra destinée à percer les lignes allemandes mais elle subit des pertes du fait de bombardements mal calibrés de la part des bombardiers anglais et américains les 24 et 25 juillet. Au début du mois d'août, elle s'oppose à la contre-attaque de Mortain menée par les Allemands et elle combat la 1re Panzerdivision SS Leibstandarte-SS-Adolf Hitler, une unité d'élite, parvenant à contenir sa progression. Avec la percée des lignes allemandes en Normandie, elle avance rapidement à travers la France pour rejoindre la Belgique, traversant la Meuse le 10 septembre à Visé et Liège. Le 11 septembre, elle est une des trois divisions qui libèrent Aubel, les deux autres étant la 1ère et la 99ème Divisions d'infanterie. Le 13 septembre, elle s'empare de Maastricht avant de rentrer en Allemagne et de jouer un rôle décisif lors de la bataille d'Aix-la-Chapelle puisqu'elle fait sa jonction avec la 1re division le 16 octobre, encerclant de fait la ville qui est prise.
L'unité est mise quelque temps au repos avant d'éliminer un saillant allemand au nord-est d'Aix-la-Chapelle. Elle poursuit ensuite sa progression jusqu'à la rivière Inde qu'elle atteint le 28 novembre. En décembre, elle est mobilisée pour rétablir le front américain lors de la bataille des Ardennes. Elle s'oppose de nouveau à la 1re Panzerdivision SS et parvient à bloquer sa progression avant de lancer une contre-attaque le 13 janvier 1945 en direction de Saint-Vith dont elle s'approche à trois kilomètres au sud le 26 janvier avant d'être retirée du front. Elle est alors réorganisée et préparée pour une attaque en direction de la Roer qu'elle franchit le 23 février à proximité de Juliers. Après une nouvelle période de repos, elle traverse le Rhin le 24 mars et se lance à la conquête du cœur du Reich, alors que la résistance adverse s'effondre peu à peu. Elle prend Hamelin le 7 avril, Braunschweig le 12 avril et participe à la conquête de Magdebourg le 17 avril, avant de rencontrer l'Armée rouge sur l'Elbe à Grunewald. Elle prend brièvement part à l'occupation de l'Allemagne et revient sur le sol américain le 19 août 1945. En un peu moins de trois cents jours de combat, la division a souffert de 3 003 morts au combat et 13 376 blessés.

### Composition
Composition
- 117e régiment d'infanterie (117th Infantry Regiment) ;
- 118e régiment d'infanterie (118th Infantry Regiment) (jusqu'au 24 août 1942) ;
- 119e régiment d'infanterie (119th Infantry Regiment) :
- 120e régiment d'infanterie (120th Infantry Regiment) ;
- 113e bataillon d'artillerie de campagne (113th Field Artillery Battalion) ;
- 119e bataillon d'artillerie de campagne (119th Field Artillery Battalion) ;
- 197e bataillon d'artillerie de campagne (197th Field Artillery Battalion) ;
- 230e bataillon d'artillerie de campagne (130th Field Artillery Battalion) ;
- 105e bataillon du génie (105th Engineer Combat Battalion) ;
- 30e section de cavalerie de reconnaissance (mécanisée) (30th Cavalry Reconnaissance Troop (Mecanized)) ;
- 105e bataillon médical (105th Medical Battalion).

## Guerre froide
La division est à nouveau réactivée comme formation de la Garde nationale en 1947 et répartie entre trois États. Elle comprend les 119e, 120e et 121e régiments d'infanterie. En 1954, elle devient une formation de la seule garde nationale de Caroline du Nord et en 1968, elle est transformée pour devenir la 30e division d'infanterie mécanisée. Le 4 janvier 1974, elle est désactivée, la 30e brigade d'infanterie mécanisée (en) prenant sa suite. 